# Carl Clauberg
(Carl Clauberg, Lettera ad Himmler, giugno 1943. Citata in The Second World War: A Complete History - Pagina 436 - di Sir Martin Gilbert - History - 2004)
Carl Clauberg (Wupperhof, 28 settembre 1898 – Kiel, 9 agosto 1957) è stato un medico tedesco che condusse esperimenti sulla sterilizzazione usando come cavie le donne rinchiuse nei campi di Auschwitz e Ravensbruck, quest'ultimo destinato prevalentemente all'internamento di bambini e donne; di queste circa 300 morirono durante o nei giorni seguenti alle operazioni di sterilizzazione e molte altre, sopravvissute, furono afflitte per il resto della loro vita da gravissime infermità fisiche e psichiche.

## Biografia
Nacque nella cittadina di Wupperhof, presso Solingen, da una famiglia di modeste condizioni che si manteneva con il lavoro di artigiano del padre, un fabbricante di coltelli che in seguito divenne un commerciante di armi. Nonostante le difficoltà economiche, intraprese proficuamente gli studi di medicina che furono interrotti dallo scoppio della prima guerra mondiale alla quale partecipò combattendo in un reggimento di linea.
Finita la guerra Clauberg riprese i suoi studi presso le università di Kiel, poi ad Amburgo e infine a Graz.

### Gli studi
Nel 1925 si laureò specializzandosi in ginecologia e ostetricia ed esercitando la sua professione come primario nell'ospedale di Kiel e professore nella università della stessa città.
Nel 1933 Clauberg aderì con entusiasmo al neonato Partito nazionalsocialista salendone rapidamente tutti i gradi sino a meritare il distintivo in oro del partito e ad essere nominato Gruppenführer (tenente generale) della riserva nelle SS.
Nel 1937, ad appena 39 anni, venne nominato professore di ginecologia presso l'università di Königsberg dove, dopo numerosi esperimenti condotti su animali e esseri umani mise a punto dei metodi, usati ancora oggi, per il trattamento contro la sterilità femmininile con i preparati ormonali Progynon e Proluton. Si deve a lui il "Test di Clauberg" tuttora utilizzato per misurare l'azione del progesterone nel processo della fecondazione.
Nello stesso tempo divenne primario di due cliniche per malattie femminili, frequentate dalle donne dei gerarchi nazisti, che gli assicuravano dei buoni guadagni e che accrebbero la sua notorietà, alimentando la sua fama di medico illustre e scienziato già diffusa per la pubblicazione di suoi numerosi saggi scientifici.
Anche dopo lo scoppio della seconda guerra mondiale, Clauberg continuò i suoi esperimenti sulla fertilità e sterilità con l'obiettivo di scoprire un metodo non chirurgico che provocasse una sterilità permanente nell'uomo e nella donna.
Quando ci riuscì tenne gelosamente per sé il suo metodo, temendo la concorrenza di altri medici. L'aveva  ottenuta negli animali usando una soluzione al 5-10% di formalina che, provocando un'infiammazione alle tube di Falloppio, le chiudeva impedendo il concepimento.

### Il problema dell'"igiene razziale"

#### La sterilizzazione coatta (1933-1939)

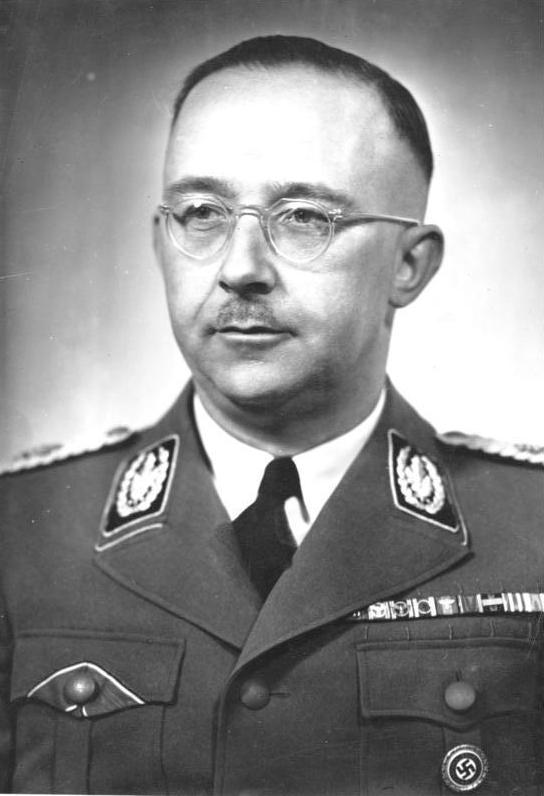
Himmler nel 1942

Heinrich Himmler nel 1933 si era impegnato per la soluzione della sterilizzazione o soppressione dei cosiddetti "mezzo ebrei" (Mischlinge), ovvero dei genitori e dei figli ritenuti eugeneticamente non idonei alla razza ariana e indegni di gravare per il loro mantenimento in vita sul bilancio dello Stato.
Del resto lo stesso Hitler fin dagli inizi della sua carriera politica aveva sostenuto che per lo stato tedesco: «chi non è sano e degno di corpo e di spirito non ha il diritto di perpetuare le sue sofferenze nel corpo del suo bambino»
Il problema dell'"igiene razziale" era stato quindi affrontato con la "Legge sulla prevenzione delle tare ereditarie" (14 luglio 1933) che stabiliva che dovessero essere sterilizzati coloro che soffrissero di una malattia ereditaria invalidante.
Venivano considerati motivi di sterilizzazione: il cretinismo congenito, la schizofrenia, la psicosi maniaco-depressiva, l'epilessia ereditaria, la corea di Huntington ereditaria, la cecità ereditaria, la sordità ereditaria, le malformazioni fisiche ereditarie, l'alcolismo acuto Si procedette quindi a una campagna di sterilizzazione coattiva dal 1º gennaio 1934 che fu applicata a centinaia di migliaia di cittadini tedeschi con una spesa di 14 milioni di Reichsmark (cinque milioni di dollari attuali).
Tribunali speciali stabilivano chi dovesse essere sterilizzato e punivano come portatrici di "gravidanza di protesta" quelle tedesche che cercassero di rimanere incinte prima della operazione.

#### La sterilizzazione non visibile

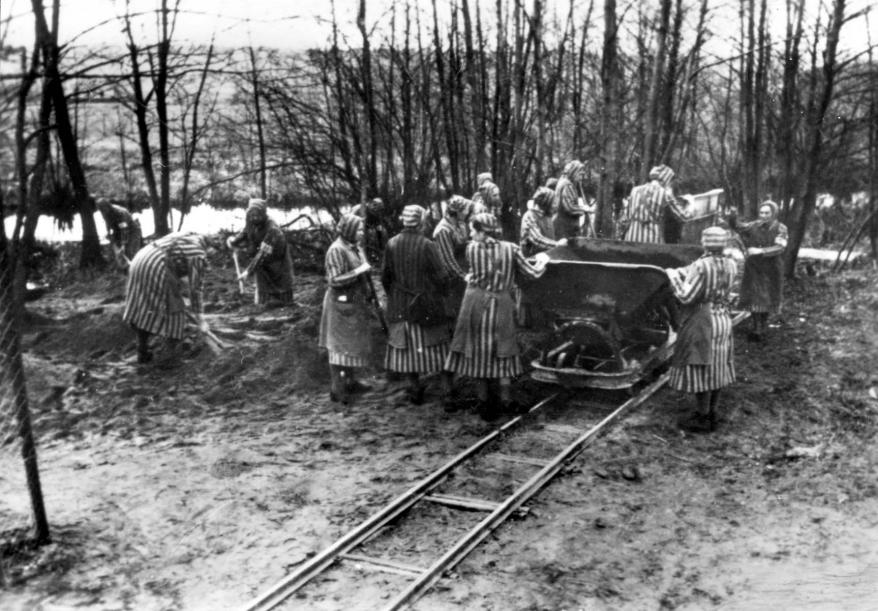
Donne internate a Ravensbrück

Il 24 agosto 1941 Hitler ordinò la sospensione del progetto segreto Aktion T4. La sterilizzazione forzata dei cittadini tedeschi venne ufficialmente interrotta a causa delle proteste dell'opinione pubblica tedesca, ormai avvertita di quanto stava accadendo, e delle Chiese cristiane, anche se in realtà continuò sino al termine della guerra.

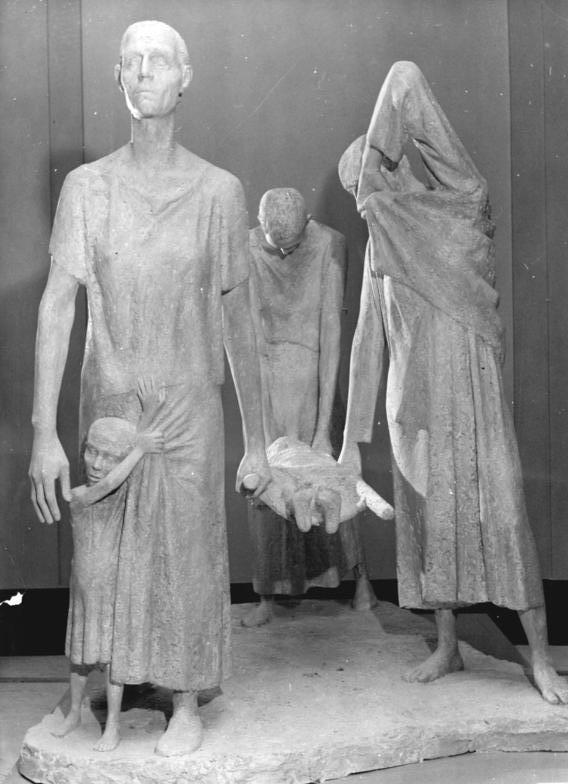
Monumento a Ravensbrück rappresentante donne che trasportano il cadavere di un bambino

Estendendosi il Reich in regioni densamente abitate da razze ritenute "inferiori", Himmler, coerentemente al suo programma di purificazione della razza ariana, era alla ricerca della soluzione di un problema che andava oltre le dimensioni della sterilizzazione dei disabili tedeschi: occorreva una sterilizzazione con metodi non invasivi che potesse essere utilizzata senza che chi la subisse se ne accorgesse e che fosse applicabile su vasta scala.
Scriveva Adolf Pokorny, medico plenipotenziario del Reich per il potenziamento del popolo tedesco ad Himmler: «Se si riuscisse il più rapidamente possibile a trovare un modo per provocare in un tempo relativamente breve una sterilizzazione non visibile, avremmo una nuova formidabile arma. Quante prospettive si schiudono al solo pensiero che i tre milioni di bolscevichi attualmente assoggettati  ai tedeschi possano essere sterilizzati e utilizzati come operai privati della capacità di riprodursi!»
La sterilizzazione era stata attuata chirurgicamente e coattivamente ma ora, anche per rimediare ai forti costi, si cercavano metodi alternativi, come l'uso di farmaci o dei raggi X per sterilizzare intere popolazioni in tempi brevi.
Il gran numero di donne "di razza inferiore" rinchiuse nei campi di sterminio dava ora l'opportunità di utilizzarle come cavie per la ricerca di metodi di sterilizzazione nascosta più economici e più veloci.

### Al servizio di Himmler

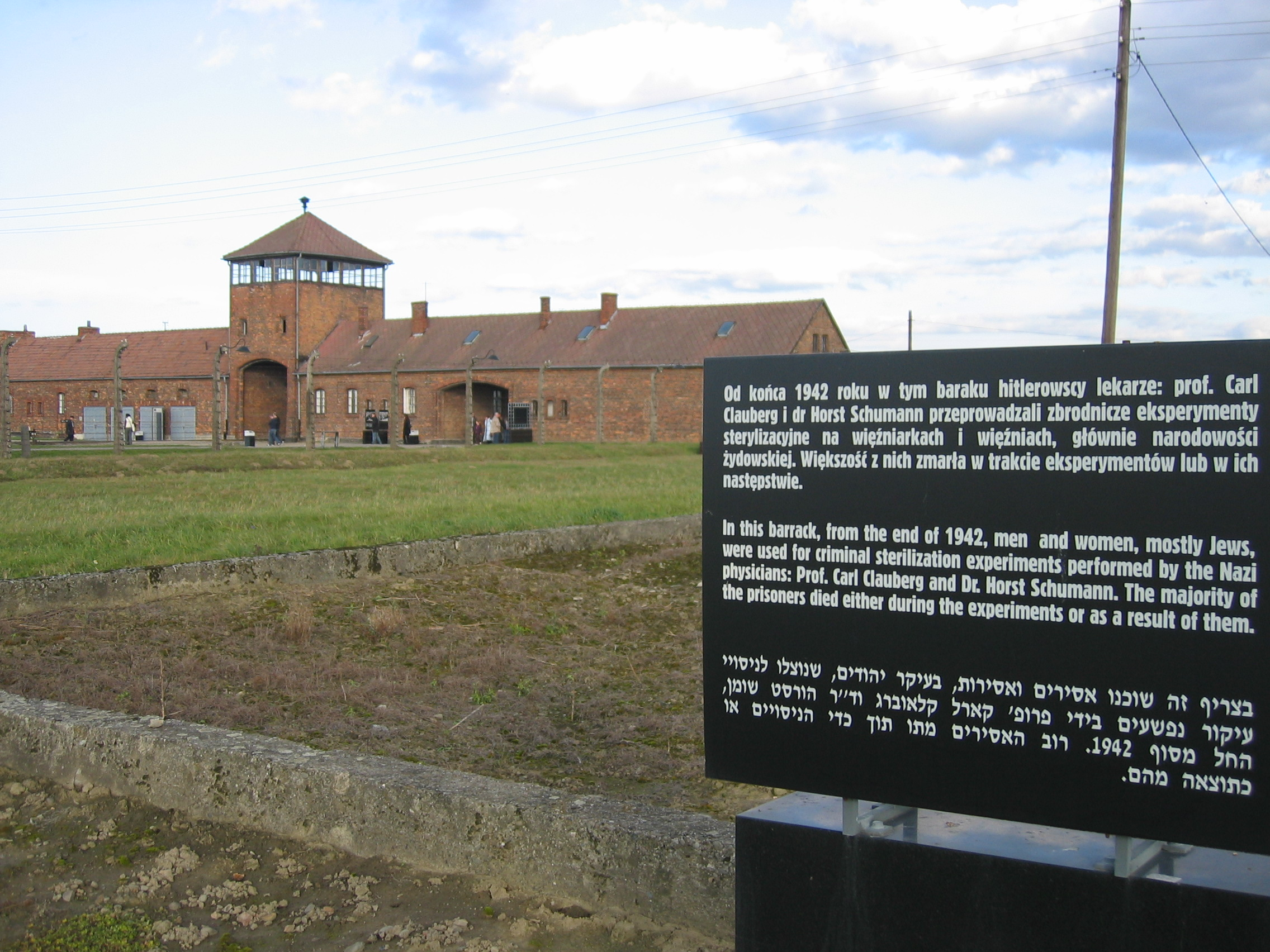
Il campo di Auschwitz con la targa commemorativa degli esperimenti criminali di sterilizzazione di Carl Clauberg e Horst Schumann

Nella conferenza del 7-8 luglio 1942, alla quale parteciparono Himmler, il dr. Karl Gebhardt, suo psichiatra personale, e l'ispettore generale dei campi di concentramento Richard Glücks, convocata per mettere a punto un sistema ottimale di sterilizzazione, fu naturale che ci si rivolgesse al molto noto ginecologo professor Carl Clauberg che però era interessato a trovare metodi di incremento della natalità. Gli si chiese di ribaltare le sue ricerche e orientarle sulla sterilizzazione che egli aveva già sperimentato con sostanze irritanti immesse nell'utero di animali.
Per valutare il metodo di Clauberg venne creata dall'Ufficio medico delle SS una commissione apposita che però non arrivò ad una conclusione precisa.
Dopo un anno Clauberg ripropose il progetto scrivendo ad Himmler di essere disposto a fare la sua sperimentazione nel campo di Auschwitz.
Himmler approvò il metodo di Clauberg a condizione che permettesse però che i soggetti da sterilizzare «non si accorgessero di nulla» e a questo scopo gli affiancò il radiologo professor Horst Schumann, già membro attivo di Aktion T4, anche lui interessato alla sterilizzazione tramite i raggi X.

### Il metodo Clauberg
(Esperimento del professor Clauberg nel blocco 10 del KL Auschwitz, narrato da Benguigui Fortunée)

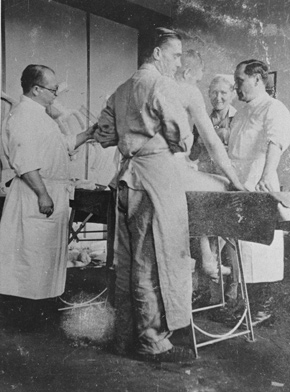
Carl Clauberg (a sin.) e Horst Schumann (di spalle) mentre operano ad Auschwitz

Clauberg quindi accettò di proseguire i suoi esperimenti utilizzando il materiale umano di Auschwitz dove, nel dicembre del 1942, s'installò con il suo assistente Johannes Golbel nel famigerato Blocco 10.
Qui il dottor Clauberg, dopo aver chiesto e ottenuto da Himmler fondi per l'acquisto delle attrezzature necessarie, ebbe a sua completa disposizione numerose prigioniere convinte a collaborare con la minaccia di essere portate a morire a Birkenau o con la promessa di una vita meno dolorosa nella clinica di Königshütte diretta da Clauberg.
Alle donne Clauberg inseriva negli organi genitali una soluzione probabilmente composta di formalina e novocaina la cui preparazione era affidata alla fabbrica farmaceutica Schering Werke di cui Golbel era rappresentante.
Senza anestetico venivano iniettate sostanze acide nell'utero: «... le ovaie ne venivano bruciate e insorgevano dolori tremendi.» «..Per intere settimane [le donne] soffrivano le pene più terribili e molte morivano»

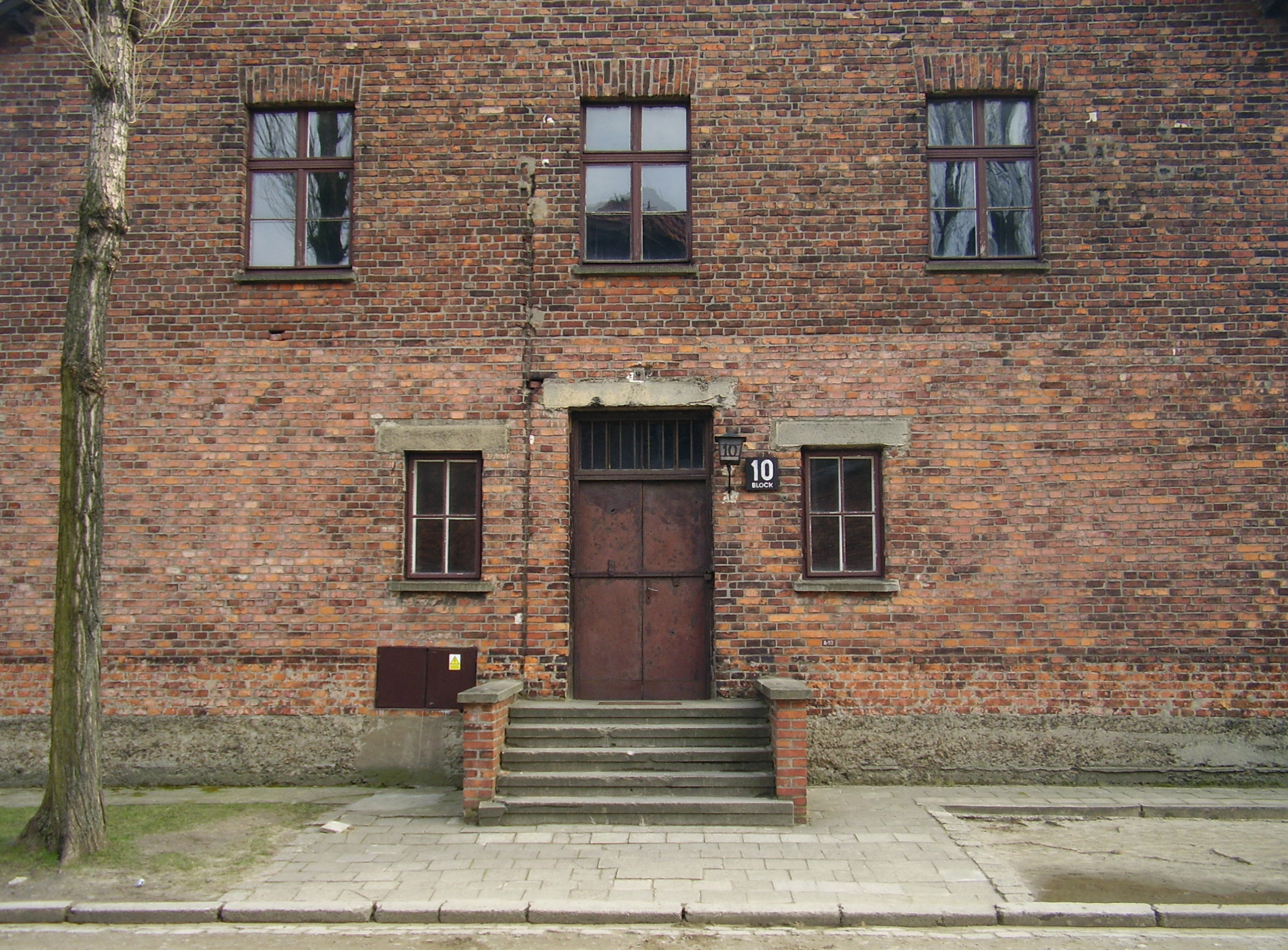
Il Blocco 10 delle sperimentazioni mediche ad Auschwitz I

Vennero utilizzate per il "trattamento" giovani zingare, ebree e donne di "razza inferiore" dai 20 ai 40 anni come alcune donne greche a cui il dottore «...fece inaridire artificialmente le ovaie, e poi, per osservare il risultato, fece loro aprire il basso ventre.»
Per effetto degli esperimenti molte donne per le complicazioni a livello del peritoneo e per le emorragie delle vie genitali, con febbre molto alta e sepsi morirono, altre vennero uccise per poterne eseguire l'autopsia.
Quelle più malridotte dal trattamento venivano mandate nelle camere a gas di Birkenau: «Donne giovani e sane venivano sottoposte ad esperimenti da parte di Clauberg. Per intere settimane soffrivano le pene più terribili e molte morivano. Al blocco 10 portavano sempre nuove vittime. Quando arrivava un nuovo gruppo, un altro ormai di relitti umani veniva spedito ai forni crematori di Birkenau... »

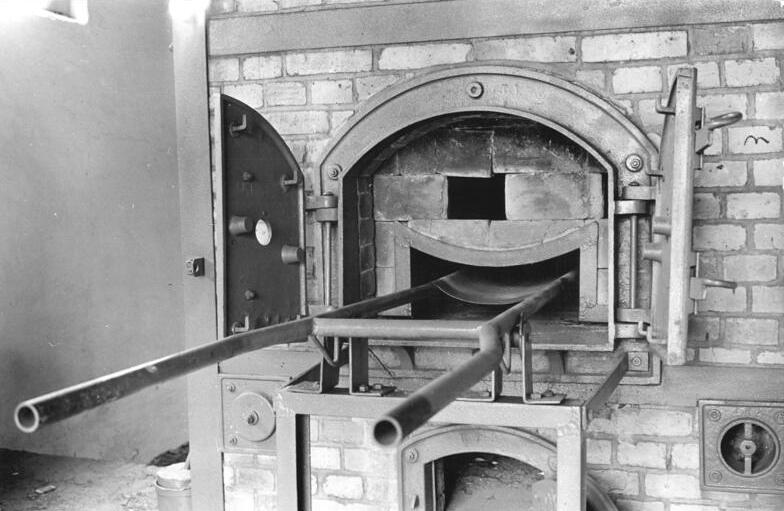
Forno crematorio a Ravensbrück

Per verificare i risultati della sperimentazione, dopo circa un anno, alcune donne venivano costrette a sottoporsi a rapporti sessuali con prigionieri del campo selezionati a questo scopo: 

«...Il Blocco 10 era formato per lo più da donne sposate di età compresa tra i 20 ed i 40 anni, preferibilmente coloro che avevano già avuto avuto figli. C'era nel Blocco 10 un costante timore di essere uccisi, sterilizzati o inseminati da Clauberg. Spesso egli tormentava le donne prigioniere facendo loro avere rapporti sessuali con prigionieri maschi scelti per l'occasione. Almeno una delle donne ebree ortodosse, che seppe di essere stata scelta da Clauberg per essere una delle prostitute del Blocco 10, decise di avvelenarsi. Dopo aver inseminato una donna, Clauberg spesso la derideva mentre era legata dicendole che nel suo utero era stato messo sperma animale, e che mostri le stavano crescendo dentro. Alla fine, 300 donne prigioniere furono sottoposte all'esperimento nel Blocco 10...»

### La personalità di Clauberg
All'interno del campo Clauberg non era ben visto per il suo atteggiamento sprezzante nei confronti degli amministratori militari e degli stessi colleghi dottori che lo descrivevano come «basso, calvo e antipatico», come «uno dei peggiori caratteri che io abbia conosciuto». Particolarmente arrogante e spesso ubriaco il dottore, che secondo le testimonianze riportate mostrava atteggiamenti di sadismo nella sperimentazione sulle donne, si avvaleva di una quasi totale impunità confidando nel grande apprezzamento che Himmler gli dimostrava e a cui Clauberg si sentiva così legato che fu l'unico medico, dopo la chiusura del campo, a tentare di raggiungere il capo delle SS in Schleswig-Holstein.
Nel giugno del 1943 Clauberg, nonostante la collaborazione e gli utili consigli di numerosi professori delle università tedesche, con i quali era rimasto in rapporti, aveva sostanzialmente fallito nella sperimentazione. Egli comunque inviava una lettera esaltante il suo lavoro a Himmler dove affermava:

«Il metodo non chirurgico di sterilizzazione delle donne che ho inventato è ora quasi perfetto... Riguardo alle domande che mi avete fatto, signore, posso oggi rispondere nel modo che avevo anticipato: se la ricerca che sto svolgendo continua a portare i risultati ottenuti finora (e non c'è motivo per cui non debba farlo), allora potrò dichiarare in un prossimo futuro che un medico esperto, con un ufficio adeguatamente equipaggiato e l'aiuto di dieci ausiliari, sarà in grado di effettuare in un solo giorno la sterilizzazione di centinaia, o anche 1000 donne.»
Il quadro complessivo della personalità di Clauberg che emerge dalla sua attività di sperimentatore ad Auschwitz è la convinzione autoassolutoria, condivisa da altri medici nazisti, che egli ebbe di operare come scienziato secondo i fini della medicina per il bene di molti, per l'interesse dello Stato, sacrificando non alcuni esseri umani, comunque destinati a morire nelle camere a gas, ma semplici strumenti per il progresso scientifico.
Clauberg visse in «un tempo senza pietà» in cui, come afferma Elie Wiesel, Premio Nobel per la pace nel 1986, «gli uomini non si occupano di uomini» ma di «ridurre la vita ed il mistero della vita ad astrazioni [...] convinti di far bene».

### La fuga, la prigionia sovietica e la fine
Alla fine del 1944 l'avanzata dell'Armata rossa verso la Germania orientale costrinse Clauberg a lasciare Auschwitz e a continuare i suoi esperimenti nel campo di concentramento di Ravensbrück.
Il crollo della Wehrmacht nel 1945 obbligò Clauberg a fuggire di nuovo tentando di raggiungere Himmler ma venne catturato nello Schleswig-Holstein l'8 giugno dello stesso anno dagli alleati che lo consegnarono ai sovietici. Sottoposto a processo nell'URSS, nel 1948 fu condannato a 25 anni di carcere in un gulag.

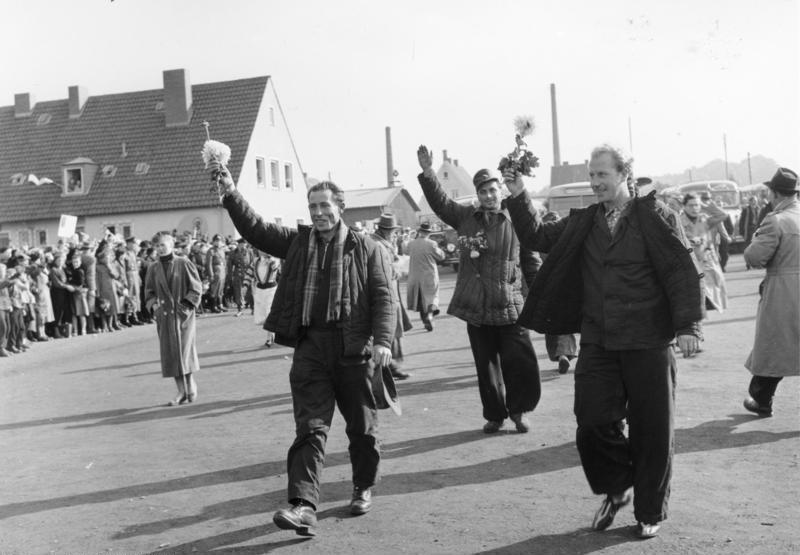
Lager di Friedland, ottobre 1955. Arrivo degli ultimi prigionieri tedeschi in Russia. Tra questi Carl Clauberg

Dopo sette anni di prigionia, Clauberg beneficiò dell'accordo Adenauer-Bulganin, del 13 settembre 1955, con il quale si stabiliva anche il rimpatrio degli ultimi 9.626 prigionieri di guerra tedeschi. Trasferito nel lager di Friedland nel successivo ottobre, il professore fu libero di stabilirsi senza inconvenienti a Kiel e di partecipare ad un congresso di ostetricia dove presentò, senza alcuna remora, i risultati dei suoi esperimenti, affermando di «aver perfezionato un metodo di sterilizzazione assolutamente nuovo» che sarebbe stato «di grande utilità in certi casi».
Clauberg decise quindi di riprendere la sua professione di ginecologo e in vista dell'apertura di un centro clinico che sarebbe stato da lui diretto, per cercare collaboratori mise un avviso con il suo vero nome e i titoli professionali ed accademici sui principali giornali della Germania Federale.
Questa sua spudorata imprudenza attirò l'attenzione nel novembre del 1955 dello "Zentralrat der Juden" (Consiglio Centrale Ebraico) che presentò contro di lui un dossier alle autorità tedesche che lo fecero arrestare per sottoporlo a un nuovo processo per crimini di guerra.
Già malato, Clauberg non arrivò ad essere giudicato: trasferito in una clinica carceraria vi morì, probabilmente per un attacco cardiaco, nell'agosto del 1957, qualche settimana prima che si aprisse il processo contro di lui.